# Bo Fransson
Bo Fransson, född 1957 i Svedala, är en svensk målare och reklamtecknare. 
Fransson är utbildad reklamtecknare men som konstnär autodidakt. Separat har han ställt ut i Malmö och Svedala samt medverkat i samlingsutställningar i Trelleborg, Göteborg, och Ålborg. Hans konst består av porträtt, motiv från den egna trädgården, landskapet på Österlen i Skåne samt motiv från Sydfrankrikes kust med olivträdgårdar och bergslandskap. Dessutom har han arbetat med animerad film och dekorationsmåleri.